# スラヴァ (歌手)
スラヴァ（ロシア語: Слава、1964年 - ）は、ベラルーシ出身のカウンターテナーである。
戸籍上の本名はヴャチェスラフ・カガンだが、レオニード・コーガンやオレグ・カガンの親類と誤解されることが多かったため、母親の旧姓をつけてヴャチェスラフ・カガン＝パレイ（ロシア語: Вячеслав Каган-Палей）と名乗っている。日本ではもっぱら愛称のスラヴァの名義を用いている。
現在はイスラエル国籍を取得し、同地を拠点に活動している。

## 略歴
ベラルーシのホメリに生まれた。はじめベラルーシ国立音楽院でヴァイオリンを学んだが、やがて声楽の才能を見出されて歌手に転じ、ベラルーシ・アカデミック・カペラで歌い始めた。1987年にレニングラード・フィルハーモニー管弦楽団との共演でシューマンの「レクイエム」のソプラノパートを歌い、ソリストとしてデビューした。
その後活動の拠点を移したモスクワでは、プーシキン美術館館長のイリーナ・アントノヴァに紹介され、彼女の招待によりピアニストのスヴャトスラフ・リヒテルの主催する音楽祭「12月の夕べ」に参加した。また指揮者のレナード・バーンスタインの知遇を得て共演の計画も立てられたが、これはバーンスタインが亡くなったために実現しなかった。
それからまもなくロンドンに留学し、ギルドホール音楽演劇学校で4年間学んだ。在籍中の1992年3月には同校の公演によるベンジャミン・ブリテンのオペラ『夏の夜の夢』にオベロン役で出演し、オペラ歌手としてデビューした。1998年にはリヨン国立オペラでエトヴェシュ・ペーテルのオペラ『三人姉妹』のマーシャ役を世界初演した。リサイタルの開催地は世界各地に及び、特にピアニストのボリス・ベレゾフスキーとの共演を活発に行っている。
日本では1995年に『アヴェ・マリア』でアルバム・デビューした。同作はクラシックとしては異例の30万枚を超える大ヒットを記録した。翌1996年発売の2枚目のアルバム『ヴォカリーズ』も第11回日本ゴールドディスク大賞クラシック・アルバム部門を受賞するなど、高い人気を獲得している。

## 音楽
スラヴァ本人は自身の声域を「男声アルト」（ロシア語: мужской альт）と称している。その美声は『タイムズ』紙に「声のダイヤモンド」と讃えられた。
アルバム『アヴェ・マリア』のヒットは、最初のトラックとして収録されたジュリオ・カッチーニの「アヴェ・マリア」を広く音楽ファンの間に知らしめることとなった。伴奏にシンセサイザーを用いたり、映画音楽やミュージカルの楽曲を取り上げるなど、クラシック音楽の枠にとらわれない幅広い音楽性の持ち主でもある。